# De Hoop
De Hoop ( l'espoir en afrikaans) est un village d'Afrique du Sud situé dans la province du Cap-Occidental.

## Géographie
Accessible par la route 62, De Hoop est situé à environ 16 km à l'ouest d'Oudtshoorn et à 41 km à l'est de Calitzdorp.

## Démographie
Selon le recensement de 2011, le village compte 151 habitants (70,86 % de coloureds, 28,48 % de blancs). La principale langue maternelle des résidents est l'afrikaans.

## Histoire
La région était à l'origine habitée par les Bushmen. Les premiers européens à explorer la région étaient des commerçants et des chasseurs vers 1689, menés par des guides griquas. Bien qu'ils aient exploré alors toute la vallée du petit Karoo, ce n'est que 100 ans plus tard que les premiers fermiers s'installent dans la région. 
De Hoop est officiellement fondé en 1908.

## Industrie locale
Le tourisme, l'élevage et l'industrie liée à l'autruche sont les principales activités économiques de la région.